# Marek Sztolcman
Marek Sztolcman (ur. 1953 w Częstochowie, zm. 28 września 2002 w Miedźnie) – polski urzędnik państwowy i samorządowy, w latach 2001–2002 wicewojewoda śląski.

## Życiorys
Ukończył studia historyczne na Wydziale Nauk Społecznych Uniwersytetu Śląskiego. Początkowo pracował jako nauczyciel. W latach 80. został sekretarzem Urzędu Gminy Miedźno, następnie naczelnikiem miasta i gminy Kłobuck. Działał w Polskiej Zjednoczonej Partii Robotniczej. Był zatrudniony w Komitecie Gminnym PZPR w Miedźnie, a następnie Komitecie Wojewódzkim PZPR w Częstochowie.
Pracował później jako zastępca kierownika urzędu rejonowego w Kłobucku, a w latach 1995–1999 jako dyrektor wydziału w częstochowskim urzędzie wojewódzkim. Od 1999 do 2001 zajmował stanowisko starosty powiatu kłobuckiego. W listopadzie 2001 z ramienia Sojuszu Lewicy Demokratycznej objął urząd I wicewojewody śląskiego, który sprawował do czasu swojej śmierci.
Działał w ochotniczej straży pożarnej. W 1997 otrzymał Srebrny Krzyż Zasługi. Odznaczony pośmiertnie Krzyżem Kawalerskim Orderu Odrodzenia Polski (2002)oraz Złotym Medalem za Zasługi dla Policji.
Był bratem Grzegorza Sztolcmana.